# براكن كيرنز
براكن كيرنز هو لاعب هوكي الجليد كندي، ولد في 12 مايو 1981 في فانكوفر في كندا.

## وصلات خارجية
- براكن كيرنز على موقع دوري الهوكي الوطني (الإنجليزية)
- براكن كيرنز على موقع قاعة مشاهير الهوكي (لاعب أن.إتش.أل) (الإنجليزية)
- براكن كيرنز على موقع EliteProspects.com (الإنجليزية)
- براكن كيرنز على موقع Eurohockey.com (الإنجليزية)
- براكن كيرنز على موقع HockeyDB.com (الإنجليزية)
- براكن كيرنز على موقع Hockey-Reference.com (الإنجليزية)